# Stenowithius parvulus
Stenowithius parvulus es una especie de arácnido del orden Pseudoscorpionida de la familia Withiidae.

## Distribución geográfica
Se encuentra en la República Democrática del Congo.